# Kairat Rajmetov
Kairat Rajmetov (en kazajo: Кайрат Рахметов; Almá Atá, URSS, 1963) es un deportista kazajo que compitió en escalada, especialista en la prueba de velocidad.
Ganó una medalla de bronce en el Campeonato Mundial de Escalada de 1991 y una medalla de oro en el Campeonato Europeo de Escalada de 1992.

## Palmarés internacional
| Campeonato Mundial | Campeonato Mundial   | Campeonato Mundial | Campeonato Mundial |
| Año                | Lugar                | Medalla            | Prueba             |
| ------------------ | -------------------- | ------------------ | ------------------ |
| 1991               | Fráncfort (Alemania) | Medalla de bronce  | Velocidad          |
| Campeonato Europeo |                      |                    |                    |
| Año                | Lugar                | Medalla            | Prueba             |
| 1992               | Fráncfort (Alemania) | Medalla de oro     | Velocidad          |